# بیرکن-هونیگسسن
بیرکن-هونیگسسن (به آلمانی: Birken-Honigsessen) یک شهر در آلمان است که در راینلاند-فالتس واقع شده‌است.

## خصوصیات
بیرکن-هونیگسسن ۲٬۵۸۲ نفر جمعیت دارد.